# Deportivo Cobán Athletic
El Deportivo Cobán Athletic es un equipo de fútbol hondureño, con sede en Jesús de Otoro, Intibuca. Fue fundado en 2007 y actualmente participa en la Liga Mayor de Honduras.

## Historia
Fue fundado en Jesús de Otoro por un grupo de jóvenes hinchas del Wigan Athletic inglés y fue de allí que salió la idea de nombrar a su equipo Cobán Athletic. El club inició como amateur en la División Intermedia, luego pasó a la Liga Mayor como semiprofesional y finalmente en 2013 recaló de manera profesional en la Liga de Ascenso de Honduras donde permanece actualmente. 

## Estadio
El Cobán Athletic juega como local en el Estadio Manuel Castillo Girón, ubicado en Jesús de Otoro, Intibuca. El estadio cuenta con capacidad para albergar aproximadamente 1,000 espectadores.

## Uniforme
- Uniforme titular: Camisa con rayas horizontales de color verde y blanco, pantalón verde y medias rojas.

## Palmarés

### Títulos regionales
- Liga de Otoro (1): 2013